# Heimat Defender: Rebellion
Heimat Defender: Rebellion ist ein deutsches 2D-Jump-’n’-Run-Computerspiel, das vom rechtsradikalen Verein Ein Prozent und Kvltgames entwickelt und als Freeware veröffentlicht wurde. Das Spiel wird als rechtsextrem, homophob und antisemitisch eingeordnet. Mit einer Entscheidung vom 7. Dezember 2020 hat die Bundesprüfstelle für jugendgefährdende Medien Heimat Defender auf die Liste der jugendgefährdenden Medien gesetzt.

## Handlung und Spielprinzip
Heimat Defender spielt in einer Dystopie im Jahr 2084. Ort der Handlung sind vor allem Großstädte voller Antifa-Zonen. Ganz Europa wird von der sogenannten Globohomo Corp. kontrolliert. Globohomo wird im Computerspiel als „Konzern für globale Homogenisierung“ bezeichnet, der von einer Gruppe von Cyber-Globalisten geleitet wird. Das Unternehmen, geführt von zwielichtigen Technokraten, steuert beinahe jeden Einwohner Europas als willenlosen NPC (Non-Player-Character).
Im Spiel werden reale Vertreter neurechter und rechtsextremer politischer Bewegungen als Helden und gefeierte Widerstandskämpfer präsentiert. Es handelt sich beispielsweise um Martin Sellner, Leiter der Identitären Bewegung in Österreich, den politischen Aktivisten Alex Malenki, den AfD-Politiker Björn Höcke, den neurechten Aktivisten Götz Kubitschek (im Spiel auch als Der Schwarze Ritter bezeichnet), den YouTuber und Aktivisten Outdoor Illner, den Leiter des Ein Prozent e. V. Philip Stein und den neurechten Publizisten Martin Lichtmesz. Diese leisten in den Metropolstädten des ehemaligen Deutschlands Widerstand und versuchen, die NPCs und die Globohomo Corp. zu stoppen. Die Rechten haben eine Zwischendimension entdeckt und finden dort einen Rückzugsort, den sie Waldgang nennen. Als sich die Widerstandskämpfer im Waldgang über das weitere Vorgehen ausgetauscht haben, werden sie angegriffen und polizeilich umstellt. Kurz darauf entscheidet sich Kubitschek, die Polizei zurückzuhalten, wodurch der Rest der Gruppe mithilfe eines Portals fliehen kann.
Der Spieler bewegt sich genretypisch hüpfend und laufend durch verschiedene Level. Er übernimmt dabei die Kontrolle über einen der rechten Aktivisten. Der Spieler muss mithilfe verschiedener Spezialfähigkeiten diverse Gegner und Endgegner besiegen.

## Entstehung und Veröffentlichung
Kvltgames entwickelte das Spiel auf Basis der Unity Engine. Es entstand mit Hilfe von Ein Prozent. Der Verein wird als Betreiber und der rechtsextreme Aktivist Philip Stein als Vertreter des Vereinsvorstands im Impressum der offiziellen Website zum Spiel angegeben.
Das Spiel wurde erstmals am 14. August 2020 auf dem YouTube-Kanal Heimat Defender angekündigt. Der erste Trailer wurde am 2. September 2020 veröffentlicht. Das Spiel sollte am 18. September 2020 auf der Internet-Videospielplattform Steam veröffentlicht werden, die Veröffentlichung verzögert sich jedoch nach Angaben der Entwickler auf unbestimmte Zeit, da Steam kurzfristig ein „Alters-Rating“ einforderte. Am 23. September 2020 entfernte der Betreiber Valve sowohl Heimat Defender: Rebellion als auch den Publisher Ein Prozent von der Plattform.
Das Spiel konnte bis zu seiner Indizierung kostenfrei von der offiziellen Website heruntergeladen werden. Nach Angaben der Entwickler wurde es in den Tagen nach dem Release über 20.000-mal heruntergeladen.

## Reaktionen
Das Spiel wird als rechtsextrem, homophob, antisemitisch und antiziganistisch eingeordnet In den Levels erkannten Kommentatoren in der rechten Subkultur populäre Memes, zum Beispiel Graffiti, die den Todesfall George Floyd verhöhnen, und den Schriftzug Epstein didn’t kill himself. Die Gegner im Spiel wurden verschiedentlich als Anspielungen auf Personen interpretiert, die als Feindbilder der rechten Szene in Deutschland gelten: Die Gesichtszüge des Bösewichts Commander Kurtz erinnern an George Soros. Dieser wurde durch seinen Einsatz für eine liberale Gesellschaft des Öfteren Objekt antisemitischer Verschwörungstheorien. Auch den TV-Satirikern Jan Böhmermann (als Direktor Zoon) und Oliver Welke nachempfundene Figuren können im Spiel als Gegner getötet werden. Sie zählen ebenfalls zu den Feindbildern von Rechtsextremisten. Darüber hinaus erinnert ein weiterer Gegner an Angela Merkel.
Laut der Frankfurter Rundschau verknüpft das Spiel „rechtsextreme Propaganda mit Gewaltfantasien, vermeintlicher Selbstermächtigung und Personenkult rund um Sellner, Kubitschek und andere Protagonisten der ‚neuen‘ Rechten.“ Die linke Wochenzeitung Jungle World schreibt, dass „die rechtsextremen Organisationen ‚Ein Prozent‘ und Identitäre Bewegung“ mit dem Computerspiel „ihr Weltbild unter Gamern verbreiten“ wollten und im Mittelpunkt „die eigenen Funktionäre und ihr Kampf gegen die jüdisch-schwule Weltverschwörung“ stünden. Die Sendung Corso von Deutschlandfunk Kultur kritisierte Heimat Defender als „mittelmäßiges Computerspiel“ und „rechtsextreme Propaganda“.
Gegenüber dem Magazin VICE bewertete Linda Schlegel, Extremismusexpertin der Goethe-Universität Frankfurt am Main, das Spiel als „problematisch“:

“It's problematic, because it’s not an immediately obvious display of ideology […]. It’s a fun, free-of-charge, cool-looking retro game, but it can draw people in and be a potential first step in engaging with the Identitarian movement.”

„Es ist problematisch, da es nicht auf den ersten Blick als ideologisch motiviert erkennbar ist […]. Es ist ein spaßiges, kostenloses, cool aussehendes Retro-Spiel, aber es kann Menschen anziehen und ein möglicher erster Schritt dahin sein, sich mit der Identitären Bewegung einzulassen.“

Für das Portal Watson kommentiert Tim Kröplin:

„[Das Spiel ist] der verzweifelte Schrei nach Aufmerksamkeit, der in den Weiten des Internets verhallen wird. Denn: Inhaltlich geht das Spiel nicht über die Kritzeleien aufmerksamkeitssüchtiger, dauerprovozierender Pubertierender hinaus.“

Positiv rezipiert wurde das Computerspiel von im rechten Spektrum zu verortenden Medien wie Wochenblick oder Journalistenwatch.

### Indizierung
Am 17. März 2021 vermeldete der Publisher Ein Prozent die Indizierung von Heimat Defender: Rebellion seitens der Bundesprüfstelle für jugendgefährdende Medien (BpjM). Die BpjM habe in ihrer Sitzung am 7. Dezember 2020 die Indizierung auf Antrag des Bundeskriminalamts beschlossen. Gegen den Beschluss wurden Rechtsmittel eingelegt.